# Jan Wołkowicki
Jan Wołkowicki herbu Sas (zm. w 1784 roku)  – marszałek grodzieński, wiceadministrator Ekonomii Grodzieńskiej, działacz gospodarczy i polityczny.

## Życiorys
Od co najmniej 1760 roku sprawował faktyczne kierownictwo nad administracją Dóbr Stołowych JKM, czyli Ekonomią Grodzieńską.
Był jednym z najbardziej aktywnych działaczy samorządu szlacheckiego w dobie reform Antoniego Tyzenhauza. Bliskim współpracownikiem klanu Eysymonttów na rzecz prób dokonania fundamentalnych zmian w reformie samorządu i finansowania armii. Dzięki jego działalności i osiągniętej pozycji jego rodzina stała się jedną z najbardziej wpływowych w okresie Sejmu Wielkiego w powiecie grodzieńskim.
Członek Komisji Skarbowej Wielkiego Księstwa Litewskiego w 1776 roku.

## Sprawowane urzędy
- Oboźny grodzieński 1760
- Stolnik grodzieński 1762-1769
- Podstarości grodzieński 1765-1769
- Chorąży grodzieński 1769-1772
- Podkomorzy grodzieński 1772-1780
- Marszałek grodzieński 1780-1784[1]

## Deputat do Trybunału Głównego Wielkiego Księstwa Litewskiego
- 1761 z powiatu grodzieńskiego (wyrugowany)
- 1779 z powiatu grodzieńskiego

## Rodzina
Nie wiadomo czy założył własną rodzinę. Miał brata Antoniego, horodniczego grodzieńskiego. Jego bratankiem był Hipolit, chorąży grodzieński. Bratanica Wiktoria została żoną Macieja Eysymontta, ostatniego stolnika grodzieńskiego.